# Estaleiros Navais de Peniche
Os Estaleiros Navais de Peniche, SA é uma empresa de construção e reparação naval, situada no Porto de Peniche, Portugal. Tendo sido criada em 1989, a história de construção naval em Peniche remonta ao século XVII, ano do qual possuímos os relatos mais antigos sobre a produção naval no concelho.

## História
Tendo em conta a sua posição geográfica, a construção de navios em Peniche sempre foi importante para a região. Segundo os registros mais antigos, possuídos pela Câmara Municipal de Peniche, datados de 1650, sobre a construção de um galeão destinado para viagens á Índia. Entre o século XVII e o século XX, vários estaleiros existiram, com muitas das instalações mudando de localização várias vezes ou sendo desativadas, construindo vários tipos de navios militares, pesqueiros e outros. Os atuais estaleiros foram fundados a 18 de agosto de 1989, instalados dentro do Porto de Peniche, já tendo produzido várias embarcações para várias entidades, como a Galp, o Ministério das Pescas de Angola, a Polícia Fiscal de Angola, o Ministério dos Transportes de Moçambique, a Empresa Portuária de Skikda, SONANGOL, os Portos da Madeira e Açores e a Atlantic Ferries. Em 2015, a empresa conseguiu obter o certificado de Sistema de Gestão da Qualidade segundo o referencial normativo ISO 9001:2015.